# Kazakh TV
Kazakh TV – kazachska stacja telewizyjna o zasięgu ogólnoświatowym, nadająca w języku kazachskim, rosyjskim oraz angielskim. Była pierwszą stacją telewizyjną w Kazachstanie, która rozpoczęła nadawanie satelitarne. Pierwszy program, wówczas jeszcze na stacji CaspioNet, został wyemitowany 25 października 2002 roku. Główną misją Kazakh TV jest prezentowanie zagranicznemu widzowi tematyki związanej z Kazachstanem.
W 2017 roku stacja była dostępna w 118 krajach, między innymi w Polsce. Przesyłanie sygnału odbywa się przy użyciu satelitów: AsiaSat 5, Eutelsat 36B, Eutelsat Hot Bird 13B, Galaxy 19, LyngSat Stream.